# Craig Goodwin
Craig Alexander Goodwin (* 16. Dezember 1991 in Adelaide) ist ein australischer Fußballspieler.

## Karriere
Goodwin, Sohn britischer Eltern, begann mit dem Fußballspiel im Alter von sechs Jahren in einem nördlichen Vorort von Adelaide beim Munno Para City SC, als Jugendlicher spielte er für die Para Hills Knights und die Enfield City Falcons. Seine ersten Schritte im Erwachsenenbereich machte er von 2009 bis 2010 bei den Adelaide Raiders in der FFSA Super League. Nachdem er bei Probetrainings beim örtlichen A-League-Klub Adelaide United die Aufnahme in das Jugendteam verpasst hatte, wechselte er zur Saison 2011 in die sportliche stärkere Victorian Premier League zu den Oakleigh Cannons nach Melbourne. Mit den Cannons belegte Goodwin Platz zwei in der regulären Saison, kam dabei aber oftmals nur als Einwechselspieler zum Zug. In der Finalrunde spielte er beim Finaleinzug seines Teams dafür eine entscheidende Rolle. Goodwin erzielte zunächst gegen South Melbourne den Siegtreffer im Minor Semi-Final und verwandelte im Preliminary Final gegen Hume City den entscheidenden Elfmeter. Erst im Finale unterlag das Team den Green Gully Cavaliers mit 2:3 nach Verlängerung. Unmittelbar nach dem Finale folgte er Oakleigh-Trainer Arthur Papas nach, der die Stelle als Assistenztrainer von John Aloisi beim neu gegründeten Jugendteam von Melbourne Heart angenommen hatte. Mit der Jugendmannschaft trat Goodwin in der Saison 2011/12 in der National Youth League an und zeigte dabei überzeugende Leistungen. Neben seiner Fußballerlaufbahn arbeitete Goodwin zu dieser Zeit bei Kentucky Fried Chicken, um sein Einkommen aufzubessern.
Als absehbar wurde, dass der nominelle Linksverteidiger der Hearts, Aziz Behich, für die Olympiaauswahl nominiert und daher für mehrere Spiele ausfallen wird, reagierte John van ’t Schip, Trainer des Profiteams, und ließ Goodwin ab Anfang 2012 bei der Profimannschaft mittrainieren. Mit dessen von Ajax Amsterdam geprägter Philosophie, Spielerausfälle nach Möglichkeit mit Jugendspielern zu kompensieren anstatt positionsfremde Spieler einzusetzen, kam Goodwin am 4. Februar 2012 beim Derby gegen Melbourne Victory zu seinem Profidebüt in der A-League. Er stand dabei als Ersatz für den auf Länderspielreise befindlichen Aziz Behich als linker Außenverteidiger in der Startaufstellung und katapultierte sich mit einer herausragenden Leistung auf die nationale Fußballbühne. Auch an den folgenden beiden Spieltagen gehörte er zur Startelf, bevor er nach der Rückkehr von Behich seinen Platz im Team wieder abgeben musste. Goodwins Leistungen blieben auch beim australischen Verband nicht unbemerkt, von U-23-Auswahltrainer Aurelio Vidmar wurde er im März 2012 für das letzte Spiel im Rahmen der Qualifikation für die Olympischen Spiele 2012 erstmals in das australische U-23-Nationalteam berufen, Australien hatte zu diesem Zeitpunkt aber bereits keine Chance mehr sich für das Turnier zu qualifizieren. Goodwin bestritt die gesamten 90 Minuten in der Partie gegen den Irak (Endstand 0:0), das Spiel diente für Vidmar zugleich als erster Test im Hinblick auf den neu geschaffenen U-22-Asien-Cup 2014.
Zur Saison 2012/13 hatte er sowohl von den Hearts als auch von den Newcastle United Jets, bei denen Papas ab November 2011 kurzzeitig Trainer der Jugendmannschaft und Co-Trainer des Profiteams war, Angebote für einen Profivertrag vorliegen. Goodwin entschied sich letztlich dazu, sich den Newcastle Jets anzuschließen und unterzeichnete einen Zwei-Jahres-Vertrag. Während er bei Melbourne Heart als linker Verteidiger eingesetzt wurde, zog Jets-Trainer Gary van Egmond Goodwin weiter nach vorne und setzte ihn in den ersten Saisonspielen im linken Mittelfeld als offensiven Flügelspieler ein. Sein erstes Tor im Profibereich gelang Goodwin am 2. Spieltag bei einem 3:2-Auswärtserfolg gegen den Sydney FC. Dabei machte mit seiner Gesamtleistung erneut Schlagzeilen, obwohl die Partie im Vorfeld zum Aufeinandertreffen der beiden Marquee-Verpflichtungen Alessandro del Piero und Emile Heskey stilisiert worden war.